# 레퓨지
레퓨지(Le Refuge, The Refuge)는 프랑스에서 제작된 프랑소와 오종 감독의 2009년 드라마 영화이다. 이자벨 까레 등이 주연으로 출연하였고 크리스 볼즈리 등이 제작에 참여하였다.

## 출연

### 주연
- 이자벨 까레
- 루이스-로넌 초이시
- 피에르 루이스-칼릭스트
- 멜빌 푸포

### 조연
- 장-피에르 앤드리니
- 마리 리비에르
- 제롬 키르셰
- 에밀리 베를랭
- 모리스 안토니

## 제작진
- 제작보: 헬렌 올리브
- 음향편집: 베누아 가곤
- 미술: 카샤 비스콥
- 배역: 사라 테퍼